# Eustephia coccinea
Eustephia coccinea är en amaryllisväxtart som beskrevs av Antonio José Cavanilles. Eustephia coccinea ingår i släktet Eustephia och familjen amaryllisväxter.
Artens utbredningsområde är Peru. Inga underarter finns listade i Catalogue of Life.

## Bildgalleri

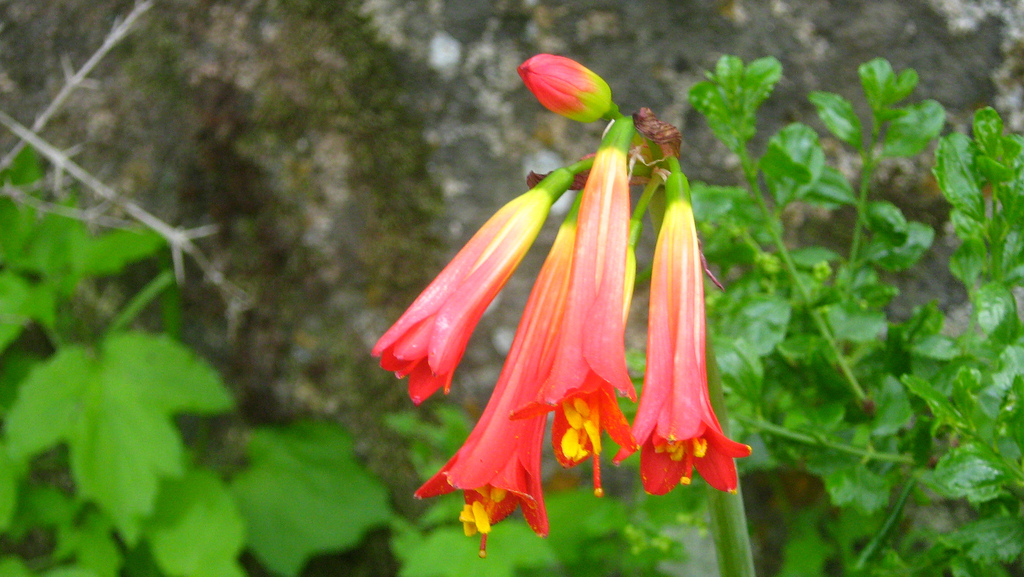